# Umirayushchy lebed
Umirayushchy lebed é um filme de drama russo de 1917 dirigido por Yevgeni Bauer.

## Enredo
A muda dançarina Gizella conhece Viktor e se apaixona por ele à primeira vista e isso é mútuo, mas logo Gizella conhece Viktor com outra mulher. E de repente aparece na vida de Gizella um artista que se apaixona por sua imagem de um cisne moribundo.

## Elenco
- Vera Karalli como Gizella
- Aleksandr Kheruvimov
- Vitold Polonsky como Viktor Krasovsky
- Andrey Gromov como Valery Glinsky
- Ivane Perestiani